# 예카테리나 코스테스카야
예카테리나 알렉산드로브나 코스테스카야(Yekaterina Kostetskaya, 1986년 12월 31일 ~ )는 러시아의 육상 선수이다.